# أستريد أونغر
أستريد أونغر (بالألمانية: Astrid Unger)‏ هي مجدفة نمساوية، ولدت في 27 يوليو 1963.

## وصلات خارجية
- أستريد أونغر على موقع الاتحاد الدولي للتجديف (الإنجليزية)
- أستريد أونغر على موقع أوليمبيديا (الإنجليزية)